# بولينت سيران
بولينت سيران وهو ممثل تركي ولد في يوم 22 شباط 1976 في ألمانيا وقد مثل دور لمعي شقيق فاطمة في المسلسل التُركي ما ذنب فاطمة جول؟ , في سنة 1992 انتقل إلى تركيا ومثل في المسرح في البداية وثم درس في أكاديمية إسطنبول ومثل في مسلسل فاطمة وقد حاز على عدة جوائز في هذا المسلسل.